# マハーラート郡
座標: 北緯14度32分3秒 東経100度31分37秒 / 北緯14.53417度 東経100.52694度
マハーラート郡（マハーラートぐん）はタイ、アユタヤ県の郡（アムプー）の一つ。

## 歴史
もともとクウェーン・ナコーンヤイと呼ばれる行政地域であったが、1914年ナコーンヤイ郡に名称変更し、1917年にさらにマハーラート郡と変更した。1937年郡内の北部16タムボンが分離され、バーンプレーク分郡を設置した。

## 地理
隣接する郡は北から時計回りに、アユタヤ県バーンプレーク郡、サラブリー県ドーンプット郡、アユタヤ県バーンパハン郡、アーントーン県パーモーク郡、ムアンアーントーン郡、チャイヨー郡。
郡内河川については、南北にロッブリー川が縦断しており、さらにバーンゲーウ運河とバーンプラクルー運河が流れている。

## 行政区分
郡内には12のタムボンがあり、さらにその下位に58の村（ムーバーン）がある。2つの自治体（テーサバーン）が設置されており、以下のようになっている。
- テーサバーンタムボン・マハーラート・・・タムボン・フアパイ、タムボン・マハーラートの全体
- テーサバーンタムボン・ローンチャーン・・・タムボン・ナームタオ、タムボン・ローンチャーン、タムボン・チャオプルック、タムボン・ピットピアン

また、郡内には12のタムボンが設置されている。以下は郡内のタムボンの一覧である。
1. タムボン・フアパイ・・・ตำบลหัวไผ่
2. タムボン・カトゥム・・・ตำบลกะทุ่ม
3. タムボン・マハーラート・・・ตำบลมหาราช
4. タムボン・ナームタオ・・・ตำบลน้ำเต้า
5. タムボン・バーンナー[3]・・・ตำบลบางนา
6. タムボン・ローンチャーン・・・ตำบลโรงช้าง
7. タムボン・チャオプルック・・・ตำบลเจ้าปลุก
8. タムボン・ピットピアン・・・ตำบลพิตเพียน
9. タムボン・バーンナー・・・ตำบลบ้านนา
10. タムボン・バーンクワーン・・・ตำบลบ้านขวาง
11. タムボン・タートー・・・ตำบลท่าตอ
12. タムボン・バーンマイ・・・ตำบลบ้านใหม่